# Guillestre
Guillestre é uma comuna francesa na região administrativa da Provença-Alpes-Costa Azul, no departamento de Altos-Alpes. Estende-se por uma área de 51,29 km². Em 2010 a comuna tinha 2 420 habitantes (densidade: 47,2 hab./km²).